# Burghard-Breitner-Preis
Der Burghard-Breitner-Preis wird vom Ring Freiheitlicher Wirtschaftstreibender vergeben.
Für den nach Burghard Breitner (1884–1956) benannten Preis für Zivilcourage und hohen Aufopferungsgeist wurden 2010 folgende Jurymitglieder genannt: Helmut Haigermoser, Peter Harring, Matthias Krenn, Winfried Vescoli, Detlev Neudeck, Dieter Langer, Georg Mautner Markhof.

## Preisträger
- 1995 Alois Mock
- 1997 Georg Mautner Markhof